# Ferchensee
De Ferchensee is een klein bergmeer ten westen van Mittenwald in Oberbayern (Duitsland). Het meer ligt op een hoogte van 1060 meter ten zuiden van de Hohe Kranzberg en is maximaal 20 meter diep.
Het ligt ongeveer 1500 meter oostelijk van de Lautersee. Van daar kom je door het Laintal in Mittenwald. Een drietal kilometer noordwestelijk van het meer ligt het Schloss Elmau. De Ferchensee krijgt water van kleine bergbeekjes, waarvan alleen de "Trommelschlägergraben" in het zuidwesten een naam heeft gekregen. De Ferchenbach vloeit naar het noordnoordwesten af. Het meer bereikt in de zomer temperaturen van meer dan 20 graden. Het water is erg zuiver. Aan de oever is er een gasthuis en in de zomer een kiosk met botenverhuur.